# Oriolus percivali
La oropéndola montana (Oriolus percivali) es una especie de ave paseriforme de la familia Oriolidae propia de África Oriental.

## Distribución y hábitat
Se encuentra en Burundi, República Democrática del Congo, Kenia, Ruanda, Tanzania y Uganda.
Sus hábitats naturales son las sabanas húmmedas y los bosques montanos húmedos tropicales.